# SK Dnipro-1
Der SK Dnipro-1 (ukrainisch Спортивний клуб «Дніпро-1»; UEFA-Transkription SC Dnipro-1) war ein ukrainischer Fußballverein aus der Stadt Dnipro. Er spielte von 2019 bis 2024 in der Premjer-Liha.

## Geschichte
Der SK Dnipro-1 wurde am 10. März 2017 gegründet. Der Verein galt als inoffizieller Nachfolger des FK Dnipro, da er zum Zeitpunkt dessen Niedergangs gegründet wurde, ebenfalls durch den Milliardären Ihor Kolomojskyj unterstützt wurde, welcher in der Vergangenheit bereits Präsident des FK Dnipro gewesen ist, und darüber hinaus in der Dnipro-Arena spielte. Von den meisten Anhängern des FK Dnipro wurde dieser Verein jedoch nicht als legitimer Nachfolger angesehen.
In der ersten Saison der Vereinsgeschichte, 2017/18, musste der SK Dnipro-1 zunächst in der Druha Liha, der dritten ukrainischen Liga, antreten. Dort belegte der Verein den ersten Platz in der Gruppe B und stieg damit auf, verlor allerdings das Spiel um die Meisterschaft gegen den FK Agrobiznes Wolotschysk, den Sieger der Gruppe A. Im Übrigen spielte in derselben Saison ebenfalls der FK Dnipro in der Gruppe B, dieser musste jedoch am Ende der Saison zwangsweise in die Amateur-Liga absteigen.
Nach dem Aufstieg schloss der Verein in der Saison 2018/19 die Perscha Liha, die zweite ukrainischen Liga, auf dem ersten Platz ab und stieg als Meister somit in die Premjer-Liha auf. Dort landete der SK Dnipro-1 sowohl in seiner ersten als auch in der zweiten Saison auf dem 7. Tabellenplatz. Die dritte Spielzeit wurde im März 2022 aufgrund des Russischen Überfalls auf die Ukraine unterbrochen. Zu diesem Zeitpunkt stand Dnipro-1 sensationell auf dem dritten Platz. Der Verein durfte daher an der Playoff-Runde der Qualifikation zur UEFA Europa League 2022/23 teilnehmen. Trotz zweier Niederlagen gegen AEK Larnaka (1:2 h; 0:3 a) nahm der Verein an der UEFA Europa Conference League 2022/23 und damit erstmals an einer internationalen Gruppenphase teil. Gegen den Gruppensieger AZ Alkmaar verlor man beide Spiele, gegen die weiteren Gegner Apollon Limassol und FC Vaduz gab es drei Siege und ein Remis. Als Zweitplatzierter spielte der SK Dnipro-1 in der Zwischenrunde erneut gegen AEK Larnaka, und wieder unterlag man. Diesmal gab es im Hinspiel in Zypern eine 0:1-Niederlage, im Rückspiel fielen gar keine Tore.
Einen besonderen Erfolg feierte der noch junge Verein in der Premjer-Liha 2022/23 mit der Vizemeisterschaft und spielte dadurch in der 2. Qualifikationsrunde zur UEFA Champions League 2023/24 mit. Der Verein verlor im Hinspiel mit 1:3 gegen Panathinaikos Athen, es folgte ein 2:2 in der griechischen Hauptstadt. Auch in der Europa-League-Qualifikation gegen Slavia Prag unterlag der SK Dnipro-1 mit 0:3 und 1:1. Schlussendlich verspielte man auch die Qualifikation zur Europa Conference League. Gegen Spartak Trnava spielte man zweimal 1:1, im Rückspiel kassierte man in der Verlängerung neben zwei Platzverweisen ein weiteres Gegentor und schied aus. In der Premjer-Liha 2023/24 belegte man Platz 4, als Gegner in der Conference-League-Qualifikation bekam man den ungarischen Vertreter Puskás Akadémia FC.
Mit Beginn der Saison 2024/25 hat der Verein seinen Spielbetrieb eingestellt.

## Saisons
| Saisons | Div. | Līga         | Platz |       |
| ------- | ---- | ------------ | ----- | ----- |
| 2017/18 | 3.   | Druha Liha   | 1.    | [ 4 ] |
| 2018/19 | 2.   | Perscha Liha | 1.    | [ 5 ] |
| 2019/20 | 1.   | Premjer-Liha | 7.    | [ 6 ] |
| 2020/21 | 1.   | Premjer-Liha | 7.    | [ 7 ] |
| 2021/22 | 1.   | Premjer-Liha | 3.    |       |
| 2022/23 | 1.   | Premjer-Liha | 2.    |       |
| 2023/24 | 1.   | Premjer-Liha | 4.    |       |